# Hugh McIlvanney
Hugh McIlvanney (1934-2019), est un journaliste sportif écossais qui a longtemps travaillé pour The Observer puis The Sunday Times. Après près de six décennies dans la profession, il prend sa retraite en mars 2016, à l'âge de 82 ans. 

## Biographie

### Jeunesse
Hugh McIlvanney naît le 2 février 1934 à Kilmarnock, en Écosse. Il est le fils de William et Helen McIlvanney (née Montgomery). Il fait ses études à l'école primaire de Hillhead, à la James Hamilton Academy (en) puis à la Kilmarnock Academy (en), lorsque son frère William y commence.

### Carrière
Hugh McIlvanney quitte l'école pour travailler comme reporter à The Kilmarnock Standard,, puis au Scottish Daily Express. Au milieu de la vingtaine, alors qu'il travaille à The Scotsman, on le persuade d'écrire sur le sport. Il  rejoint The Observer, en 1962, en tant qu'assistant rédacteur sportif et travaille pour ce journal jusqu'en 1993, interrompu lorsqu'il prend un rôle d'information et de reportage en 1972-1973 au Daily Express, avant de rejoindre The Sunday Times, en 1993,. Son éditorial sur la dernière page de la section sportive du Sunday Times fonctionne jusqu'en 2016,.
Ses articles sont décrits comme visant la perfection - avec une grande attention portée aux détails,. Toute expression de joie pour les écrits qu'il soumet est reportée jusqu'à ce qu'il ait vu ce qui est effectivement imprimé. Il n'hésite pas à offrir son analyse des stars du sport. En 1974, immédiatement après The Rumble in the Jungle, il approche Mohamed Ali et obtient une interview de deux heures. En septembre 1980, il fait un reportage à Los Angeles sur le combat professionnel au cours duquel Johnny Owen est battu et mis KO.
Dans The Football Men, il examine la vie et la carrière de trois grands managers de football écossais modernes - Matt Busby, Jock Stein et Bill Shankly - pour le programme télévisé Arena (en) de la BBC. Cette émission utilise des images d'archives de la BBC et est diffusée en 1997 sous la forme d'une série en trois parties,,.
Il prend sa retraite à l'âge de 82 ans, citant les exigences physiques du travail comme étant devenues trop éprouvantes

## Publications
- (en) Hugh McIlvanney, On Boxing, 1982 (ISBN 1-84018-005-6).
- (en) Hugh McIlvanney, On Football, 1994 (ISBN 1-84018-007-2).
- (en) Hugh McIlvanney et Peter O'Sullevan, On Horseracing, 1995 (ISBN 1-84018-006-4).
- (en) Hugh McIlvanney et Alex Ferguson, Managing My Life : the autobiography, Londres, Hodder & Stoughton, 1999, 552 p. (ISBN 978-0-3407-2856-7, lire en ligne).